# Договор о законах по товарным знакам
Договор о законах по товарным знакам (англ. Trademark Law Treaty - TLT) преследует целью гармонизацию национальных и региональных процедур регистрации товарных знаков. Это достигается путём упрощения некоторых элементов этих процедур, что делает подачу заявок на регистрацию товарных знаков и процедуры их регистрации одновременно во множестве государств менее сложными и более предсказуемыми.
Административные функции договора выполняет Всемирная организация интеллектуальной собственности.
По состоянию на 2022 год участниками являются 54 государства.